# (8154) Stahl
(8154) Stahl (1988 CQ7) – planetoida z pasa głównego asteroid okrążająca Słońce w ciągu 3,51 lat w średniej odległości 2,31 au. Odkryta 15 lutego 1988 roku.